# Muisne (cantão)
Muisne é um cantão do Equador localizado na província de Esmeraldas.
A capital do cantão é a cidade de Muisne.

## Sismo de 2016
Ver também: Sismo do Equador em 2016

Em 16 de abril de 2016, um terremoto de 7.8Mw atingiu a cidade. Pelo menos 670 pessoas morreram.